# Methia curvipennis
Methia curvipennis är en skalbaggsart som beskrevs av Chemsak och Linsley 1965. Methia curvipennis ingår i släktet Methia och familjen långhorningar. Inga underarter finns listade i Catalogue of Life.